# Atypophthalmus (Atypophthalmus) hovamendicus
Atypophthalmus (Atypophthalmus) hovamendicus is een tweevleugelige uit de familie steltmuggen (Limoniidae). De soort komt voor in het Afrotropisch gebied.